# Vòng loại bóng đá nữ Thế vận hội Mùa hè 2012 khu vực châu Phi
Giải đấu tiền Thế vận hội của Liên đoàn bóng đá châu Phi xác định hai đội tuyển đại diện cho châu Phi tại Thế vận hội Mùa hè 2012. Giải diễn ra theo thể thức loại trực tiếp với bốn vòng thi đấu.

## Vòng loại

### Vòng một
Lượt đi diễn ra ngày 2/10, lượt về ngày 23/10/2010.
| Đội 1    | TTS | Đội 2  | Lượt đi | Lượt về |
| -------- | --- | ------ | ------- | ------- |
| Botswana | 2–6 | Zambia | 1–4     | 1–2     |

### Vòng hai
Lượt đi diễn ra ngày 15/1/2011, lượt về ngày 29/1/2011. Lượt đi trận Guinée gặp Ghana diễn ra ngày 16/1/2011. Lượt về trận Ethiopia gặp CHDC Congo diễn ra ngày 30/1/2011.
| Đội 1          | TTS     | Đội 2           | Lượt đi | Lượt về |
| -------------- | ------- | --------------- | ------- | ------- |
| Gabon          | w/o     | Guinea Xích Đạo |         |         |
| Angola         | 2–2 (k) | Namibia         | 2–2     | 0–0     |
| Cộng hòa Congo | w/o     | Nigeria         |         |         |
| Cameroon       | 6–0     | Mali            | 5–0     | 1–0     |
| Guinée         | 1–7     | Ghana           | 1–2     | 0–5     |
| CHDC Congo     | 0–3     | Ethiopia        | 0–0     | 0–3     |
| Maroc          | 1–3     | Tunisia         | 0–3     | 1–0     |
| Zambia         | 1–5     | Nam Phi         | 1–2     | 0–3     |

### Vòng ba
Lượt đi diễn ra ngày 1–3 tháng 4, lượt về ngày 15–17 tháng 4.
| Đội 1    | TTS         | Đội 2           | Lượt đi | Lượt về |
| -------- | ----------- | --------------- | ------- | ------- |
| Ethiopia | 2–2 (k)     | Ghana           | 1–0     | 1–2     |
| Cameroon | 0–21        | Guinea Xích Đạo | 0–0     | 0–2     |
| Nigeria  | 9–0         | Namibia         | 7–0     | 2–0     |
| Nam Phi  | 1–1 (6–5 l) | Tunisia         | 1–0     | 0–1     |

1 Guinea Xích đạo bị loại vì đưa vào sân một cầu thủ không hợp lệ là Jade Boho; Cameroon tiến vào vòng chung kết.

## Vòng chung kết
Lượt đi diễn ra ngày 27/8, lượt về ngày 11/9 và 22/10.
| Đội 1   | TTS         | Đội 2    | Lượt đi | Lượt về |
| ------- | ----------- | -------- | ------- | ------- |
| Nigeria | 3–3 (3–4 p) | Cameroon | 2–1     | 1–2     |
| Nam Phi | 4–1         | Ethiopia | 3–0     | 1–1     |